# Loxosceles willianilsoni
Espèce
Loxosceles willianilsoni est une espèce d'araignées aranéomorphes de la famille des Sicariidae.

## Distribution
Cette espèce est endémique du Rio Grande do Norte au Brésil,. Elle se rencontre à Martins dans la grotte Casa de Pedra.

## Description
Le mâle holotype mesure 7,39 mm et la femelle paratype 8,72 mm.

## Étymologie
Cette espèce est nommée en l'honneur de Willianilson Pessoa. 

## Publication originale
- Fukushima, de Andrade & Bertani, 2017 : Two new Brazilian species of Loxosceles Heinecken & Lowe, 1832 with remarks on amazonica and rufescens groups (Araneae, Sicariidae). ZooKeys, no 667; p. 67-94 (texte intégral).